# Gerardo González (Fußballspieler, 1966)
Gerardo González (* 15. September 1966) ist ein ehemaliger mexikanischer Fußballspieler auf der Position eines Verteidigers, der später als Trainer tätig wurde.

## Laufbahn

### Spieler
González gab sein Debüt in der mexikanischen Primera División im Dress der Ángeles de Puebla in einem am 17. Oktober 1987 ausgetragenen Auswärtsspiel bei Cruz Azul, das torlos endete. Sein Einstand verlief so erfolgreich, dass er auch die nächsten drei Spiele der Ángeles in voller Länge bestritt. In seinem dritten Spiel, das am 1. November 1987 im Aztekenstadion von Mexiko-Stadt gegen den Club América ausgetragen wurde, erzielte er per Freistoß seinen ersten Treffer in der höchsten Spielklasse zur 2:1-Führung für die Ángeles (Endstand 2:2). Bereits eine Woche später erzielte er beim 3:0-Heimsieg gegen Deportivo Toluca den Führungstreffer zum 1:0.
Zwischen 1989 und 1999 stand González beim Stadtrivalen Puebla FC unter Vertrag, mit dem er in der Saison 1989/90 sowohl den Meistertitel als auch den Pokalwettbewerb und im Jahr darauf den CONCACAF Champions’ Cup gewann.
Zwischenzeitlich spielte er in der Apertura 1995 auf Leihbasis für den Club Atlético Morelia.

### Trainer
Nach seiner aktiven Laufbahn arbeitete González jahrelang im Trainerstab der ebenfalls in der Stadt Puebla ansässigen Lobos de la BUAP, deren erste Mannschaft er sowohl 2011 als auch noch einmal 2012 kurzzeitig als Interimstrainer betreute. Außerdem betreute er die U-15-Nachwuchsmannschaft der Lobos.

## Titel
- Mexikanischer Meister: 1990
- Pokalsieger: 1990
- CONCACAF Champions’ Cup: 1991